# 지상작전사령부
지상작전사령부(地上作戰司令部, 영어: Ground Operations Command, 별칭: 선봉대(先鋒臺))는 대한민국 육군의 작전사령부이다. 본부는 경기도 용인시에 위치해 있다. 지상작전사령부는 제1, 3야전군의 임무였던 경기도, 강원도, 인천광역시 방위임무를 이어받았다.

## 역사
제1야전군과 제3야전군을 단일 조직인 지상작전사령부으로 통합하는 계획안은 노태우 정권 당시에 처음으로 계획하고 설계했으나, 흐지부지하게 잊혀졌고 김대중 정권에까지도 마찬가지였다. 이후, 노무현 정권에 들어 국방개혁 2020을 통해 구체화하여 2010년에 창설하려 했지만, 급히 두 개의 야전군을 해체했을 때 생길 수 있는 전투력 공백화 등의 갖가지 문제가 지적되어 연기되었다.
2014년 3월 6일, 박근혜 정권에서 국방부는 , 국방개혁 2030을 발표하고 지상작전사령부의 창설 시기를 전시 작전통제권을 전환받는 시기에 맞춰 재추진할 예정이라고 밝혔다.
사령부에 맞는 편제를 설계하고 직속부대를 편성할 계획으로, 지상정보단, 정보통신단, 산악여단을 직할부대로, 5개 지역 군단과 1개 기동군단을 구성부대로 두게 된다.
2015년 1월 7일, 언론은 2018년에 창설될 예정이라 보도하였지만, 국방부는 아직 결정하지 않았다고 밝혔다.
제1야전군을 제3야전으로 병합하여 2019년 1월 1일에 제3야전군사령관인 김운용 대장을 초대 지상작전사령관으로 임명하는 것으로 지상작전사령부가 창설되었다. 그리고 1월 3일 장사정포에 대응하기 위해 개발된 KTSSM을 운용하는 로켓포부대인 1개 화력여단이 창설되었다.

## 편성
- 직할부대 
  - 근무지원단
  - 지상정보단
  - 제36보병사단
  - 제55보병사단
  - 제6포병여단
  - 정보통신여단
  - 특수기동지원여단
  - 화력여단
  - 제1101공병단
  - 방공단
  - 항공단
  - 항공지원작전본부 (항공지원작전단 운영)
- 예하부대 
  - 수도군단
  - 제1군단
  - 제2군단
  - 제3군단
  - 제5군단
  - 제7기동군단
  - 제1군수지원사령부

## 역대 지휘관
| #              | 성명           | 계급      | 취임일           | 이임일           | 비고     |
| -------------- | -------------- | --------- | ---------------- | ---------------- | -------- |
| 지상작전사령부 |                |           |                  |                  |          |
| 초대           | 김운용(金雲龍) | 육군 대장 | 2019년 1월 1일   | 2019년 4월 15일  | [ fn 1 ] |
| 2대            | 남영신(南泳臣) | 육군 대장 | 2019년 4월 16일  | 2020년 9월 23일  | [ fn 2 ] |
| 3대            | 안준석(安浚晳) | 육군 대장 | 2020년 9월 24일  | 2022년 5월 26일  | [ fn 3 ] |
| 4대            | 전동진(全東鎭) | 육군 대장 | 2022년 5월 27일  | 2023년 10월 30일 | [ fn 4 ] |
| 5대            | 손식(孫湜)     | 육군 대장 | 2023년 10월 30일 | 2024년 10월 4일  | [ fn 5 ] |
| 6대            | 강호필         | 육군 대장 | 2024년 10월 4일  |                  | [ fn 6 ] |

## 참고

### 인용
1. ↑  김종대 (2014년 11월 12일). “군 개혁 원점 돌린 박근혜 정부”. 디펜스21+. 2019년 4월 5일에 원본 문서에서 보존된 문서. 2015년 10월 23일에 확인함.
2. ↑  김민석 (2002년 2월 23일). “지상 작전사령부 창설 무기연기”. 동아일보. 2014년 3월 17일에 원본 문서에서 보존된 문서. 2014년 3월 17일에 확인함.
3. ↑  김정욱 (2014년 3월 6일). “육군 1·3군사령부 폐지, 지상작전사령부 신설”. 뉴스1. 2014년 3월 17일에 확인함.
4. ↑  박병수 (2014년 11월 5일). “한국군 개혁 ‘증발’…육·해·공군 전력증강도 주먹구구”. 한겨레. 2015년 11월 23일에 확인함.
5. ↑  “2014 국방백서” (PDF). 대한민국 국방부: 81. 2015년 12월 8일에 원본 문서 (PDF)에서 보존된 문서. 2015년 10월 20일에 확인함.
6. ↑  박수찬 (2015년 1월 7일). “국방부 "지상작전사령부 창설 시기, 결정된바 없다"”. 세계일보. 2015년 10월 22일에 확인함.
7. ↑  “지상작전사령부 창설…초대 사령관 김운용 대장”. 2019년 1월 9일. 2019년 1월 15일에 확인함.
8. ↑  남미영 (2019년 1월 4일). “지상작전군사령부 원주 화력여단 창설”. 강원도민일보. 2019년 12월 11일에 확인함.

| 이전 제1야전군 제3야전군 | 지상작전사령부 2019년 | 이후 |